# Malodworki
Malodworki (russisch Малодворки, deutsch Sechshuben, litauisch Malodvorkai) ist ein kleiner Ort in der russischen Oblast Kaliningrad (Gebiet Königsberg (Preußen)). Er liegt im Rajon Prawdinsk (Kreis Friedland (Ostpr.)) und gehört zur Mosyrskoje selskoje posselenije (Landgemeinde Mosyr (Klein Gnie)).

## Geographische Lage
Malodworki liegt an einer Nebenstraße, die Kamenka ((Groß) Pentlack) an der russischen Fernstraße A 197 (ehemalige deutsche Reichsstraße 139) mit Mosyr (Klein Gnie) an der Fernstraße R 508 verbindet. Eine Bahnanbindung besteht nicht.

## Geschichte
Als am 9. April 1874 der neugegründete Amtsbezirk Klein Gnie (ab 1938 Amtsbezirk Gnie, russisch: Mosyr) gebildet wurde, wurde das kleine Gutsdorf mit dem damaligen Namen Sechshuben eingegliedert. Bis 1945 gehörte es somit zum Landkreis Gerdauen im Regierungsbezirk Königsberg der preußischen Provinz Ostpreußen.
Im Jahre 1910 wurden in Sechshuben 110 Einwohner registriert. 
Am 30. September 1928 gab Sechshuben seine Selbständigkeit auf und schloss sich mit dem Gutsbezirk Klein Gnie (Mosyr) zur neuen Landgemeinde Klein Gnie (1938–1945 Kleingnie) zusammen.
Im Jahre 1945 kam Sechshuben mit dem nördlichen Ostpreußen zur Sowjetunion und erhielt 1947 die Umbenennung in „Malodworki“. Bis zum Jahre 2009 gehörte der Ort – in der seit 1991/92 russischen Oblast Kaliningrad – zum Krylowski sowjet (Dorfsowjet Krylowo (Nordenburg)). Aufgrund einer Struktur- und Verwaltungsreform ist Malodworki seither eine als „Siedlung“ eingestufte Ortschaft innerhalb der Mosyrskoje selskoje posselenije (Landgemeinde Mosyr (Klein Gnie)) im Rajon Prawdinsk.

## Kirche
Die mehrheitlich evangelische Bevölkerung von Sechshuben war bis 1945 in das Kirchspiel Klein Gnie (Mosyr) eingepfarrt. Es gehörte zum Kirchenkreis Gerdauen (Schelesnodoroschny) innerhalb der Kirchenprovinz Ostpreußen der Kirche der Altpreußischen Union.
Heute liegt Malodworki im Einzugsbereich der Kirchenregion Tschernjachowsk (Insterburg) innerhalb der Propstei Kaliningrad in der Evangelisch-Lutherischen Kirche Europäisches Russland (ELKER).